# 2018 في البرازيل
فيما يلي قوائم الأحداث التي وقعت خلال عام 2018 في البرازيل.

## أحداث
- 1 يناير – الانتخابات العامة البرازيلية 2018

## أفلام
من الأفلام التي صدرت هذه السنة في البرازيل:
- 1 يناير – نادني باسمك من إخراج لوكا غواداغنينو.

## وفيات

### فبراير
- 2 فبراير – باولو روبرتو مورايس جونيور (مواليد 1984) لاعب كرة قدم برازيلي.
- 25 فبراير – ويليام بينهيرو رودريغيز (مواليد 1989) لاعب كرة قدم برازيلي.

### مارس
- 14 مارس – مارييل فرانكو (مواليد 1979) سياسية وناشطة حقوقية برازيلية.